# Márton Evelin
Márton Evelin, Márton Adél-Evelin (Kolozsvár, 1980. március 5.–) magyar író, rádiós és irodalmi szerkesztő.

## Élete és munkássága
Édesapja agrármérnök, édesanyja kertészmérnök, szülei korán elváltak. Édesapjának Kézdiszárazpatakon van birtoka, ahol gyermekkorának nyarait töltötte. Férjezett, egy fiúgyermek édesanyja.
A Brassai Sámuel Elméleti Líceumba járt középiskolába (1994–1998), ahol Analfabéta címmel iskolaújságot szerkesztett. A Babeș–Bolyai Tudományegyetemen művészettörténetet tanult (1998–2002). Fiatalon intenzíven atletizált, majd egy sérülést követően le kellett mondania a sportkarrierről.
2002-től 2005-ig Bukarestben az RMDSZ elnöki hivatalának sajtótanácsosa volt, 2005 óta a Bukaresti Rádió magyar szerkesztőségének munkatársa. 2020 februárjától a kolozsvári Helikon szerkesztője.
Első írása 2002-ben a Romániai Magyar Szó napilap Színképek című mellékletében jelent meg. Ezt követte az Irodalmi Jelen, a Látó és más irodalmi lapok. Gyermekkorától kezdve jól beszél románul.
Felnőttként tizenegy évet Bukarestben töltött. Erről így vall: „Mert menekülni akartam onnan, ahol voltam. Egyrészt. Másrészt annyira irtóztam ettől a helytől és a felajánlott munkahelytől is, hogy eldöntöttem, muszáj kipróbálni. Mert amitől félünk, ugye, az előbb-utóbb utolér. Namármost, én magamtól féltem, de nagyon. És utolértem magam.” Egy másik helyen pedig így: „A hazám a nyelv, bárhová vihetem magammal, hiszen bennem van.”

## Művei

### Magyar nyelvű kötetek
- Bonjour Leibowitz (novellák és más szövegek), Pont Kiadó, Budapest, 2008
- Macskaméz (novellák és más szövegek), Bookart Kiadó, Csíkszereda, 2011
- Papírszív (regény), Bookart Kiadó, Csíkszereda, 2012
- Szalamandrák éjszakái + Milen könyve; Bookart, Csíkszereda, 2015
- Solea Minor (regény), Bookart Kiadó, Csíkszereda, 2021
- Farkashab; Lector, Marosvásárhely, 2022

### Románul
- Singurătate gonflabilă – Prozatori maghiari din Transilvania (ford. E. Ferencz Judit), Institutul Cultural  Român, Bukarest, 2016
- ABC 80 (a nyolcvanas évek képes-verses ábécéje), Cătălina Nistor&Márton Evelin – magánkiadás, Kolozsvár, 2017
- Nopțile salamandrelor (ford. Kocsis Francisko), Curtea Veche Kiadó, Bukarest, 2017

## Interjúk, kritikák
- Beszélgetés Márton Evelin íróval (2015-ös interjú)[3]
- Még nem fogyott el az élményanyagom (2016-os interjú)[4]
- RIZSÁNYI Attila 2016. A rezervátumlét hontalansága (Márton Evelin: Szalamandrák éjszakái). = Híd, 7., 14–18.[5]
- Márton Evelin: jókedvemben írok, nem bánatomban (2017-es interjú)[6]
- Az őrület az, ami megmozgat (2018-as riport)[7]
- Sokan hiszik azt, hogy az írás úri hobbi – beszélgetés Márton Evelin íróval, a Helikon irodalmi folyóirat szerkesztőjével (2021-es interjú)[8]
- A hét szerzője: Márton Evelin[9]
- „én inkább bevárnám itt a kataklizmoszt, én nem megyek a Marsra” – Márton Evelin: Solea Minor c. kötetének bemutatójáról[10]

## Díjak, elismerések
- Communitas Alapítvány alkotói ösztöndíj (2010, 2014)
- Látó-nívódíjas próza kategóriában (2010)
- Csiki László irodalmi-díj (2016)
- Erdélyi Magyar Kortárs Kultúráért-díj (2017)
- Kemény Zsigmond irodalmi-díj (2019)